# Svenska brigaden
Svenska brigaden var det rikssvenska frivilligförband som ingick i de vitas stridsstyrka under finska inbördeskriget.

## Bildande
Initiativet till en självständig svensk frikårs uppsättande togs av den i januari 1918 i Stockholm bildade föreningen Finlands vänner. Ordförande i föreningen var en broder till general Gustaf Mannerheim. Bildandet understöddes av de finansiella och politiska kretsarna kring familjen Palme. I överensstämmelse med det tänkta målet, uppsättandet av "en brigad om tre bataljoner militäriskt utbildade svenska frivilliga", kallades truppen redan från början Svenska brigaden. Ett stort antal yrkesofficerare, underofficerare och underbefäl anslöt sig, varför Svenska brigaden i jämförelse med de finska i det närmaste helt outbildade skyddskårerna betraktades som ett elitförband. Den socialdemokratiska och kommunistiska pressen agiterade mot Svenska brigaden och mot föreningens verksamhet.
I Finland var läget akut och Föreningen Finlands vänner hade kort tid, ungefär två månader, till förfogande för finansiering, rekrytering och organisering av Svenska brigaden. Föreningen ställde en skyttebataljon på fötterna utan regeringens och försvarsmaktens öppna stöd. Om rekryteringen fortsatt hade sannolikt större styrkor kunna ställts till Finlands förfogande. Dess organisatör (och förste chef) blev kaptenen i Upplands artilleriregementes reserv Hjalmar Frisell, biträdd av fil.lic. Olof Palme.
Brigadens chefer var:
| Chef                  | Period                 |
| --------------------- | ---------------------- |
| Hjalmar Frisell       | 6 mars till 16 april   |
| t.f. N.G. Sandberg    | 29 mars till 6 april   |
| t.f. Lars V. Runeberg | 17 april till 22 april |
| t.f. E. Allan Winge   | från 22 april          |

## Brigaden i Finland

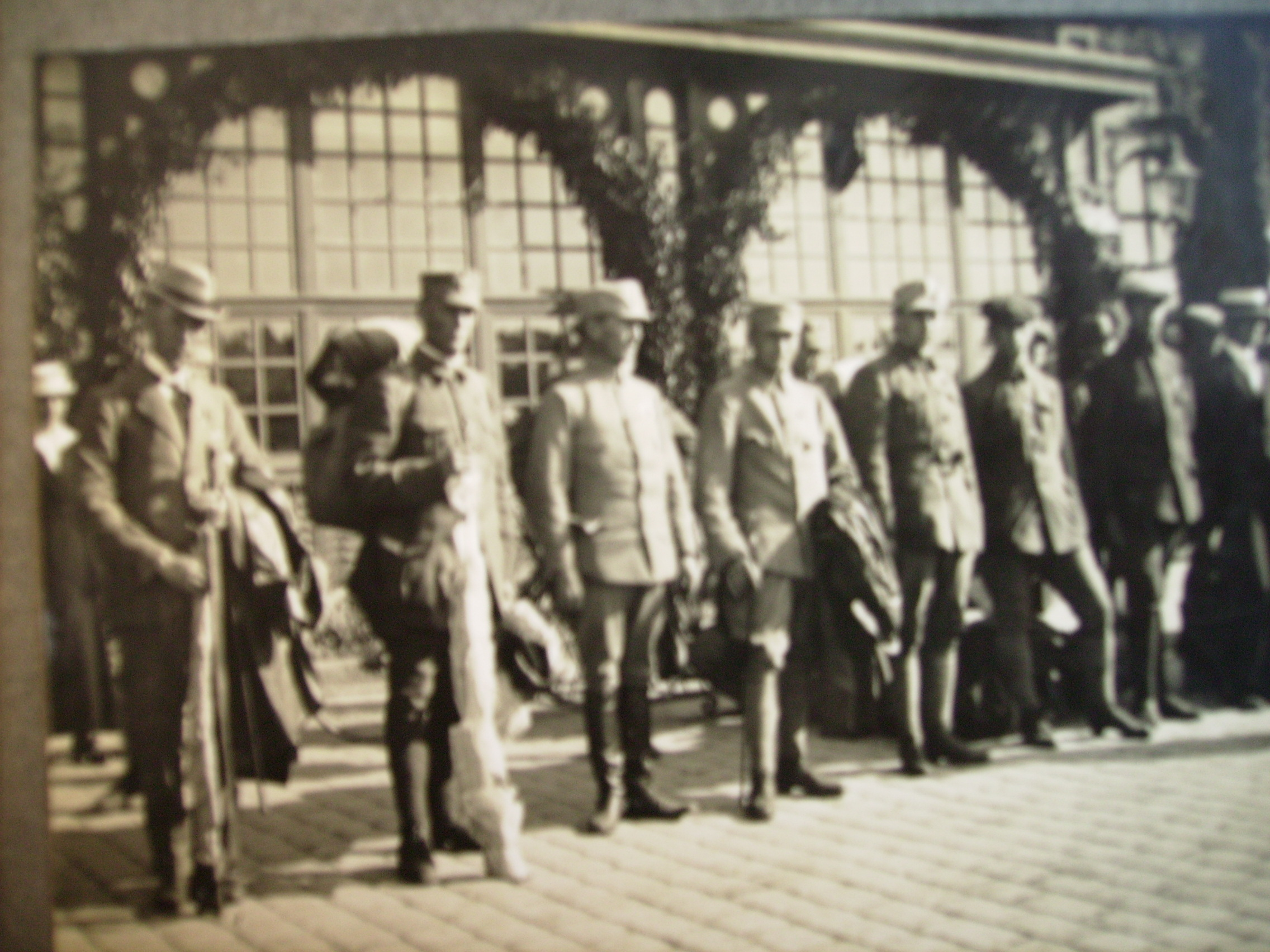
Svenska brigaden utanför Göteborgs centralstation den 3 juni 1918 efter återkomsten från finska inbördeskriget.

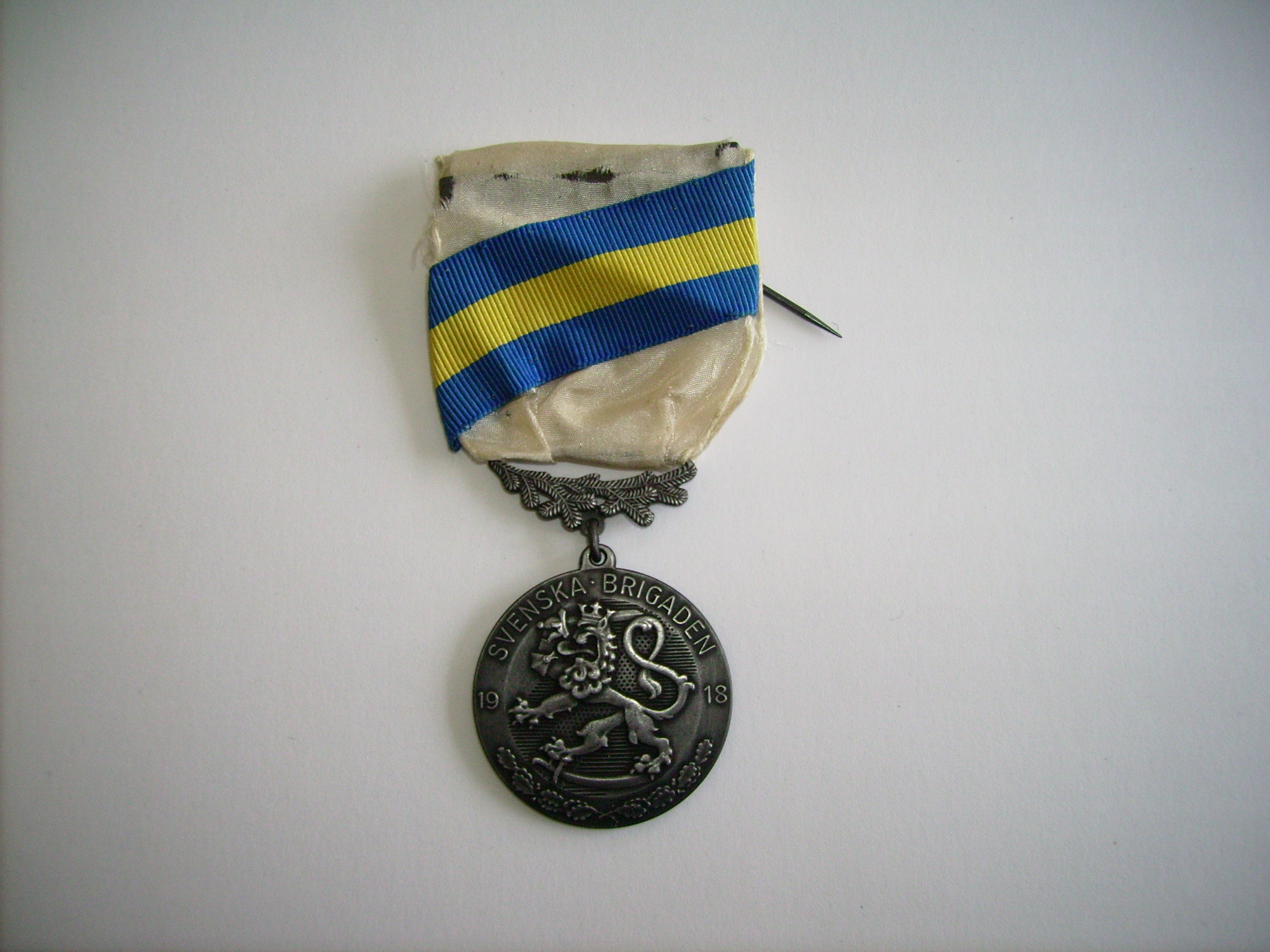
Svenska brigadens medalj.

Organisationsarbetet överflyttades i början av mars till Finland (Torneå, sedan Uleåborg). Ett upprop publicerades i pressen undertecknad i Uleåborg den 8 mars, som i hög grad gynnade rekryteringen.
| ”                                                                            | Svenskar! Finland kämpar i dessa dagar sin tunga kamp för räddande av den samfundsordning och den kultur, som svenskar i forna tider där grundat och som sedan där vårdats och upprätthållits. Vi, en skara svenskar, kärnan till en Svensk Brigad, hava slutit oss till Finlands folkhär, trygga i vissheten om att kämpa för en rättvis och helig sak. För varje svensk, som med oss vill strida för att rädda åt Finland den frihet i tanke och medborgargärning, som vi själva i sekler njutit, stå våra led öppna. Därför rikta vi till våra landsmän och bröder inom alla klasser och stånd, till alla dem, som i handling vilja hävda gemenskapen med Finland, vårt maningsrop: Med oss i strid för frihet, lag och rätt till Finlands räddning och Sveriges heder! Samling i Uleåborg! - Enligt uppdrag av Svenska brigadens befäl och menige. | „ |
| – Kapten Hjalmar Frisell, löjtnant Erik Hallström, Olof Palme, Axel Boëthius | |   |

Brigadens stridstyrka var i slutet av mars, då den insattes vid fronten, omkring 400 man. Vid det för kriget avgörande slaget om Tammerfors utgjorde Svenska brigaden överkommandots stormstyrka och kom att bryta igenom den röda sidans försvar. Totalt hörde omkring 1000 personer till Svenska brigaden. Vidare anslöt sig 200 svenska officerare och 400 underofficerare till den vita finska armén direkt. Dessa besatte nyckelbefattningar i staber och många förbandschefsposter. Det finska artilleriet organiserades helt av svenska befäl. De svenska officerarna och underofficerarna utgjorde general Mannerheims enda kvalificerade militära personal, vid sidan av Jägarrörelsen och de fåtaliga finska medborgare som varit officerare i tsarens armé. Efter krigets slut lämnade de svenska officerarna och underofficerarna Finland tillsammans med marskalk Mannerheim, eftersom en politisk konflikt uppstått kring uppbyggnaden av Finlands armé och dess statsskick.
| Yrkesfördelning inom brigaden | Summa |
| ----------------------------- | ----- |
| Jordbruk och skogsbruk        | 32    |
| Hantverk och industri         | 102   |
| Handel och samfärdsel         | 193   |
| Allmän tjänst och fria yrken  | 154   |
| Yrke okänt eller obestämt     | 30    |

| Geografiskt ursprung    | Procent |
| ----------------------- | ------- |
| Stockholms stad         | 37,8    |
| Stockholms län          | 8,1     |
| Uppsala län             | 3,2     |
| Södermanlands län       | 2,8     |
| Östergötlands län       | 4,8     |
| Jönköpings län          | 1,9     |
| Kronobergs län          | 1,2     |
| Kalmar län              | 1,0     |
| Gotlands län            | 1,1     |
| Blekinge län            | 0,9     |
| Kristianstads län       | 1,0     |
| Malmöhus län            | 3,9     |
| Hallands län            | 0,8     |
| Göteborgs och Bohus län | 2,5     |
| Älvsborgs län           | 2,8     |
| Skaraborgs län          | 1,7     |
| Värmlands län           | 1,8     |
| Örebro län              | 0,9     |
| Västmanlands län        | 1,0     |
| Kopparbergs län         | 1,6     |
| Gävleborgs län          | 4,7     |
| Västernorrlands län     | 4,5     |
| Jämtlands län           | 1,4     |
| Västerbottens län       | 1,7     |
| Norrbottens län         | 3,1     |
| Finland                 | 2,8     |
| Utlandet i övrigt       | 1,0     |

## Stridsinsatser

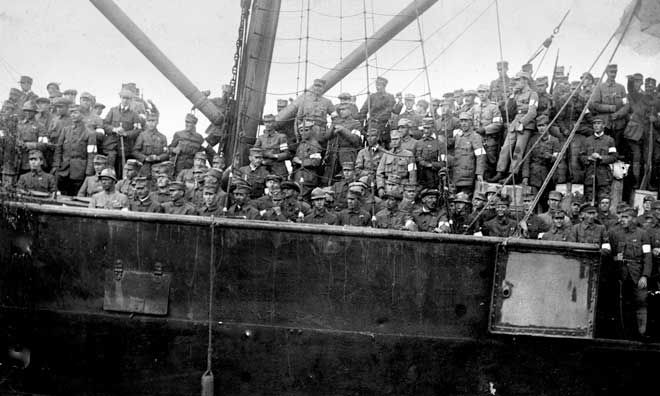
Den svenska brigaden kommer hem från inbördeskriget 1918 med Goole Trader.

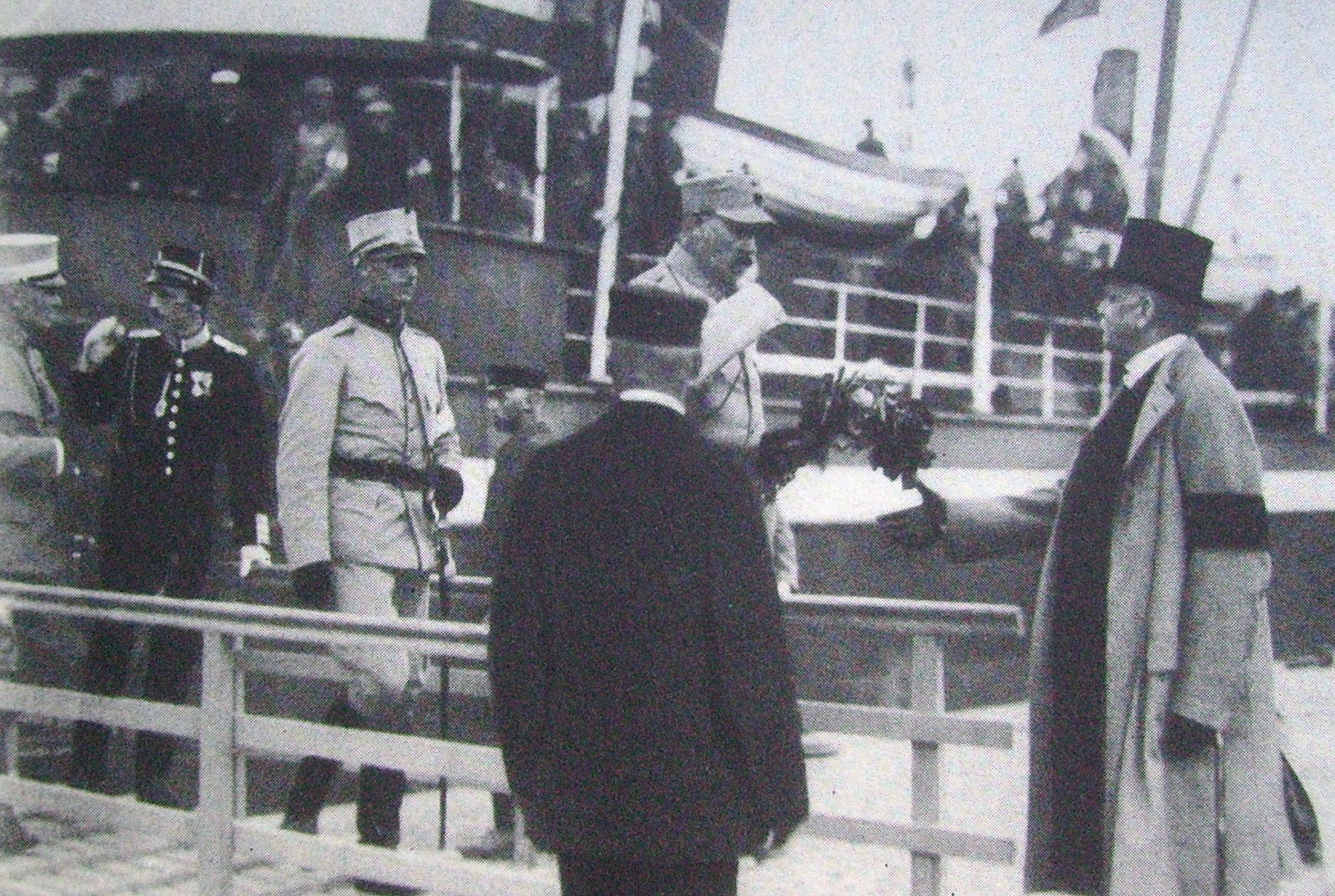
Harald Hjalmarson och Sven Palme möts på Skeppsbrokajen i Stockholm.

Inför insatsen i Tammerfors var brigaden utrustad med ryska gevär. Brigaden var vid tidpunkten formerad på två infanterikompanier och ett kombinerat kompani. I det senare ingick en kulsprutetropp m.m. Andra och första kompaniet deltog med stor utmärkelse i slaget vid Tammerfors och stadens intagande 28 mars och 3-6 april, varvid den led betydande förluster (34 döda och 50 sårade). Omkring 250 svenskar framryckte mot de röda linjerna. 
Den 28 mars klockan 7.30 skickades Svenska brigaden fram till Messuby. Hjalmar Frisell anmälde sig på befälhavaren Johan Renvalds stab. Brigaden beordrades klockan 9.00 att rycka fram på det öppna fältet vid åsen Kalevankangas. Området skulle vara säkrat, men var inte det. Första kompaniet gick till höger och andra kompaniet till vänster. Kulsprutekompaniet deltog inte i striderna på grund av avsaknaden av en fungerande kulspruta. Kompanierna mötte intensiv eldgivning från motståndarna och blev tvungna att göra halt och söka skydd. Bataljonschefen Folke Bennich-Björkman stupade. När 2:a jägarregementet under jägarmajor Gabriel von Bonsdorff ryckte fram undanröjdes flankelden mot brigaden. Svenskarna drogs med i de vitas avancemang mot de ryska kasernerna.
Den 3 april låg svenskarna i reserv, medan utvilade enheter skulle storma Tammerfors. Eftersom stormningen misslyckades och panik nästan utbröt kallades reserver fram, däribland Svenska brigaden. Mannarna avancerade fram till sina utgångspunkter vid Allmänna sjukhuset för att besätta järnvägsområdet. Av okänd anledning förirrade sig emellertid svenskar sig upp på en leråker mellan sjukhuset och en begravningsplats. Här stupade flera man, däribland Olof Palme. Efter att artilleriet öppnat eld mot de röda ställningarna kunde svenskarna dra sig tillbaka för att inta sina positioner. Intagningen av järnvägsområdet beskrevs av samtiden som en veritabel bragd.
Svenska brigaden erhöll därefter bevakningsuppgifter. Men det hindrade inte att enskilda brigadister deltog i pacificeringen av staden väster om Tammerfors ström. Man återvände en och en och i grupper till sina förläggningar vid järnvägsstationen efter den röda garnisonens kapitulation tidigt den 6 april.
I samband med att den vita hären efter Tammerfors fall omorganiserades och uppdelades i väst- och östarmén den 8 april hamnade brigaden den 9 april under den rikssvenske överste Harald Hjalmarsons avdelning i västarmén. Den 13 april förflyttades Svenska brigaden till Lembois. Man låg i larmkvarter, en del svenskar deltog i patrullverksamhet. Efter den 21 april sattes brigaden in mot de flyende rödgardisterna mot Tavastehus. Den 25 april deltog svenskarna i erövringen av Valkeakoski. Den 29 april var brigaden med i striderna vid Hauho. Här påträffade man också tyska trupper, som landstigit i södra Finland och avancerat norrut.

## Efterspel
Svenska brigadens förluster i döda och sårade uppgick till nära hälften av den ursprungliga styrkan.
Brigaden, vars stridsstyrka efter Tammerfors fall hade ökats till 560 man, intågade den 16 maj i Helsingfors, där den avtackades av general Mannerheim den 27 maj. Svenskarna kom att delta i många hyllningar. Gustav Tegengren, bror till Jacob Tegengren och Felix Tegengren, höll ett tal till svenskarna i Borgå under brigadens besök där den 19 maj:
| ”                       | Dess stolta namn kom dock knappast till våra öron här i vår avstängdhet. Men sedan muren sprängts och Borgå blivit vitt, dröjde det icke länge, förrän vi visste, att den Svenska brigaden varit och var vår starka, värderade fosterbröder i kampen mot våldet. Huru ha icke våra hjärtan skälvt för varje offer kriget skördat bland de svenska skarorna. Mångfallt tyngre än våra egna offer voro dessa. | „ |
| – Borgåbladet 25.5.1918 | |   |

Den 30 maj 1918 genomförde den svenska brigaden en segermarsch i Stockholm. Den socialistiske aktivisten Ture Nerman ropade ”Fy på er mördare!” åt dem vid Smålandsgatan. För detta dömdes han till 75 kronor i böter för ”förargelseväckande beteende”.
Brigaden hyllades på Stockholms stadion den 30 maj. Följande dag upplöstes brigaden av överste Hjalmarson. Svenska brigadens personal återgick därefter till sitt, yrkesmilitärerna till den svenska krigsmakten och övriga till yrkeslivet. En del av dessa "övriga" kom att mobbas och förföljas under lång tid av fackföreningarna, varför många hade svårt att finna vägen tillbaka. En del gick ut som frivilliga i Estland och andra platser i det sönderfallande ryska imperiet efter en kort tid. En insändare i Folkets Dagblad Politiken skrev betecknande: 
| ”                                     | Men låt oss då också komma överens om, att ingen hederlig svensk arbetare för framtiden kommer att arbeta tillsammans med eller i övrigt ha några förbindelser med dem, som har frivilligt ställt sig till förfogande för att mörda våra finska klassbröder. | „ |
| – Folkets Dagblad Politiken 16.4.1918 | |   |